# Stazione di San Giuseppe Vesuviano
La stazione di San Giuseppe Vesuviano era una stazione ferroviaria posta sulla linea Torre Annunziata-Cancello, che serviva il centro abitato di San Giuseppe Vesuviano.

## Strutture e impianti
La stazione è dotata di un fabbricato viaggiatori che si mantiene in buone condizioni sia perché il piano superiore è utilizzato come abitazione privata, sia perché, fino alla chiusura della linea, la stazione era presenziata.
All'interno si contavano due binari passanti per il servizio passeggeri, muniti di due marciapiedi, i quali erano collegati tramite una passerrella sui binari.
Era presente anche uno scalo merci con diversi binari tronchi e un fabbricato: essendo inutilizzato, lo scalo è stato trasformato in parcheggio, mentre il fabbricato è ancora presente. Nell'ottobre del 2014 è partita la costruzione di una pista ciclabile e pedonale in luogo della ferrovia. Inoltre è prevista la riqualificazione delle aree urbane dei centri serviti dalla linea.

## Movimento
Negli ultimi anni il traffico passeggeri era molto scarso, composto esclusivamente da qualche pendolare. Le destinazioni dei treni erano Torre Annunziata e Cancello, ma in passato erano presenti anche collegamenti con Castellammare di Stabia, Gragnano e Caserta.

## Servizi
La stazione disponeva di:
- Parcheggio di scambio